# Faina Kirschenbaum
Faina Kirschenbaum (en hébreu : פאינה קירשנבאום), née le 27 novembre 1955 à Lviv, est une femme politique israélienne, membre de la Knesset pour le parti Israel Beytenou entre 2009 et 2015. En juillet 2021, elle est condamnée à dix ans de prison à la suite d'une affaire de corruption.

## Biographie
Née à Lviv dans la République socialiste soviétique d'Ukraine (aujourd'hui Ukraine), Faina Kirschenbaum fait son alya en Israël le 31 décembre 1973. Elle suit une formation d'infirmière à la Beilinson School of Nursing, puis obtient un Bachelor of Arts en études générales à la Thames Valley University, un Master of Business Administration à l'Université de Derby, et rejoint l'Université Bar-Ilan.
En 1981, elle déménage dans la colonie israélienne de Nili en Cisjordanie. Elle est secrétaire et membre du conseil régional de Mateh Binyamin. Elle est également vice-présidente de la branche israélienne du Congrès juif mondial, et membre du conseil d'administration du Musée de la diaspora juive.
Directrice générale du parti avant les élections de 2009, elle est classée dixième sur la liste Israel Beytenou et entre à la Knesset alors que le parti remporte 15 sièges. Avec le député du Likoud Danny Danon, elle propose la loi controversée visant à créer deux commissions parlementaires d'enquête sur les organisations non gouvernementales israéliennes de gauche et anti-occupation. Après plusieurs mois de discussions à la Knesset et dans la presse israélienne, la loi, contestée par le Premier ministre Benyamin Netanyahou et la chef de l'opposition Tzipi Livni, est rejetée par la Knesset.
Elle est réélue en 2013 et rejoint le nouveau gouvernement en tant que vice-ministre de l'Intérieur le 18 mars 2013. Faina Kirschenbaum prend sa retraite politique en janvier 2015 après une enquête policière sur la corruption.
Faina Kirschenbaum est marié et mère de trois enfants.

## Procès pour corruption
Faina Kirschenbaum est l'une des nombreux hauts fonctionnaires arrêtés en décembre 2014 pour corruption, fraude et abus de confiance. 
Son procès devant le tribunal de district de Tel Aviv s'ouvre en septembre 2017, au cours duquel elle plaide non coupable de toutes les accusations. En mars 2021, elle est reconnue coupable d'abus de confiance, de corruption, de fraude, de blanchiment d'argent et d'infractions fiscales, le tribunal ayant jugé qu'elle avait accepté des pots-de-vin de manière « systématique, astucieuse et sophistiquée » pendant six ans de la part de huit sources distinctes et sans lien entre elles, pour un montant d’environ 2 millions de shekels. En juillet 2021, le tribunal de district de Tel Aviv condamne Faina Kirschenbaum à dix ans de prison et à une amende de 900 000 ILS,.